# سونا هوهانیسیان
سونا هوهانسی هوهانیسیان (ارمنی: Սոնա Հովհաննեսի Հովհաննիսյան؛ ۲۸ مارس ۱۹۶۳) یک رهبر ارکستر اهل ارمنستان است.

## زندگی‌نامه
وی در ۲۸ مارس ۱۹۶۳ در ایروان به دنیا آمد و از کنسرواتوار دولتی کومیتاس ایروان فارغ‌التحصیل شد. لیلیا هوهانیسیان مادر وی می‌باشد. وی همچنین برندهٔ جوایزی همچون چهره هنری شایسته جمهوری ارمنستان، مدال طلای وزارت فرهنگ جمهوری ارمنستان شده‌است.